# Pere Rocamora i Garcia
Pere Rocamora i Garcia (La Granja de Rocamora, Baix Segura, 11 de febrer de 1832 - Castelló de la Plana, Plana Alta, 19 de gener de 1925), va un eclesiàstic, canonge i bisbe.
Va estudiar Filosofia entre 1845 i 1848 a l'Institut d'Oriola. Posteriorment, un cop tancat l'institut, va continuar i finalitzar els seus estudis en Filosofia al Seminari d'Oriola. L'any 1855 es va graduar en Teologia al seminari oriolenc, i el 16 de febrer de 1856 es va consagrar com a sacerdot. L'any 1857 va obtenir els títols de Llicenciat i Doctor al Seminari Central de València. Va ser catedràtic de Filosofia, Teologia Dogmàtica i Moral al Seminari d'Oriola fins al 1860. El mes de gener d'aquest mateix any va ser anomentat sacerdot ecònom de la parròquia del Salvador d'Elx, i el mes de maig, del de la de Santa Maria. El 1864 esdevení secretari del convent de les Clarisses. També fou canonge penitenciari d'Oriola des del 1867.
Es va consagrar com a bisbe de Tortosa el 21 de maig de 1894. Durant el seu bisbat es va impulsar una intensa acció social cristiana. Està enterrat a la capella de Sant Pere de la catedral de Tortosa. Rocamora va succeir a Francisco Aznar Pueyo i va ser substituït pel basc Félix Bilbao Ugarriza.